# ゴルゴンゾーラ (ミラノ県)
ゴルゴンゾーラ（伊: Gorgonzola）は、イタリア共和国ロンバルディア州ミラノ県にある、人口約21,000人の基礎自治体（コムーネ）。
「世界三大ブルーチーズ」のひとつに数えられるゴルゴンゾーラチーズの名は、この町の名に由来する。ミラノ中心部から北東へ20kmほどの距離にあって、ミラノから連続して広がる市街地（コナベーション）に含まれており、ミラノ地下鉄によってミラノ中心部と結ばれている。

## 地理

### 位置・広がり
ミラノ県北東部に位置するコムーネで、マルテザーナ地方 (it:Martesana) に含まれる。

#### 隣接コムーネ
隣接するコムーネは以下の通り。
- ペッサーノ・コン・ボルナーゴ - 北
- ジェッサーテ - 北東
- ベッリンツァーゴ・ロンバルド - 東
- ポッツオーロ・マルテザーナ - 南東
- メルツォ - 南
- カッシーナ・デ・ペッキ - 西
- ブッセロ - 北西

### 地震分類
イタリアの地震リスク階級 (it) では、3 に分類される
。

## 歴史

### 起源
ローマ帝国時代、ミラノとベルガモの間には「アルゲンティア」（Argentia）という都市があったと記録されている。このアルゲンティアこそが現在のゴルゴンゾーラの起源とする説が長く唱えられている。また、ミラノとベルガモの間の街道に設けられた、馬を替えるための宿駅（mutatio）の周辺に発展した小さな集落がこの町の原型だったと推測する説もある。ともあれ、453年にフン族がこの地に来襲し、アルゲンティア付近の町と教会堂を破壊したという記録は、現在のゴルゴンゾーラの地域で起こった出来事とみなされている。
ゴルゴンゾーラについて明確に言及された最初の文書は10世紀のものである。2世紀の殉教者で、ミラノの守護聖人でもある聖ジェルヴァジオ・聖プロタジオ (Gervasius and Protasius) に捧げられた教会の所在地として「ゴルゴンティオラ」（Gorgontiola）の地名が現れる。この地名は、ラテン語の "Curte Argentia" が変化したとも、あるいは "Concordia" が語源であるともいう。

### 中世
教皇派と皇帝派の戦争が続くさなかの1176年には、ロンバルディア同盟側についている。1245年には、この村を戦場とした戦いで、サルディニア王エンツィオ (Enzio of Sardinia) が捕虜になった。
13世紀には、ミラノ公国のデッラ・トッレ家 (it:Della Torre) の直轄荘園であったが、ヴィスコンティ家に領主が代わる。1288年にはミラノ司教区の重要な領地のひとつとなった。15世紀にはアッダ川とミラノを結ぶマルテサーナ運河 (it:Naviglio Martesana) が開削され、水路がゴルゴンゾーラを流れるようになった。

### 現代
20世紀初頭は5000人前後の村であったが、ミラノの近郊市街地として人口が増加する。1972年にはミラノ地下鉄がゴルゴンゾーラ駅まで開業した。1970年代にゴルゴンゾーラの人口は1万人を超え、現在も増加を続けている。

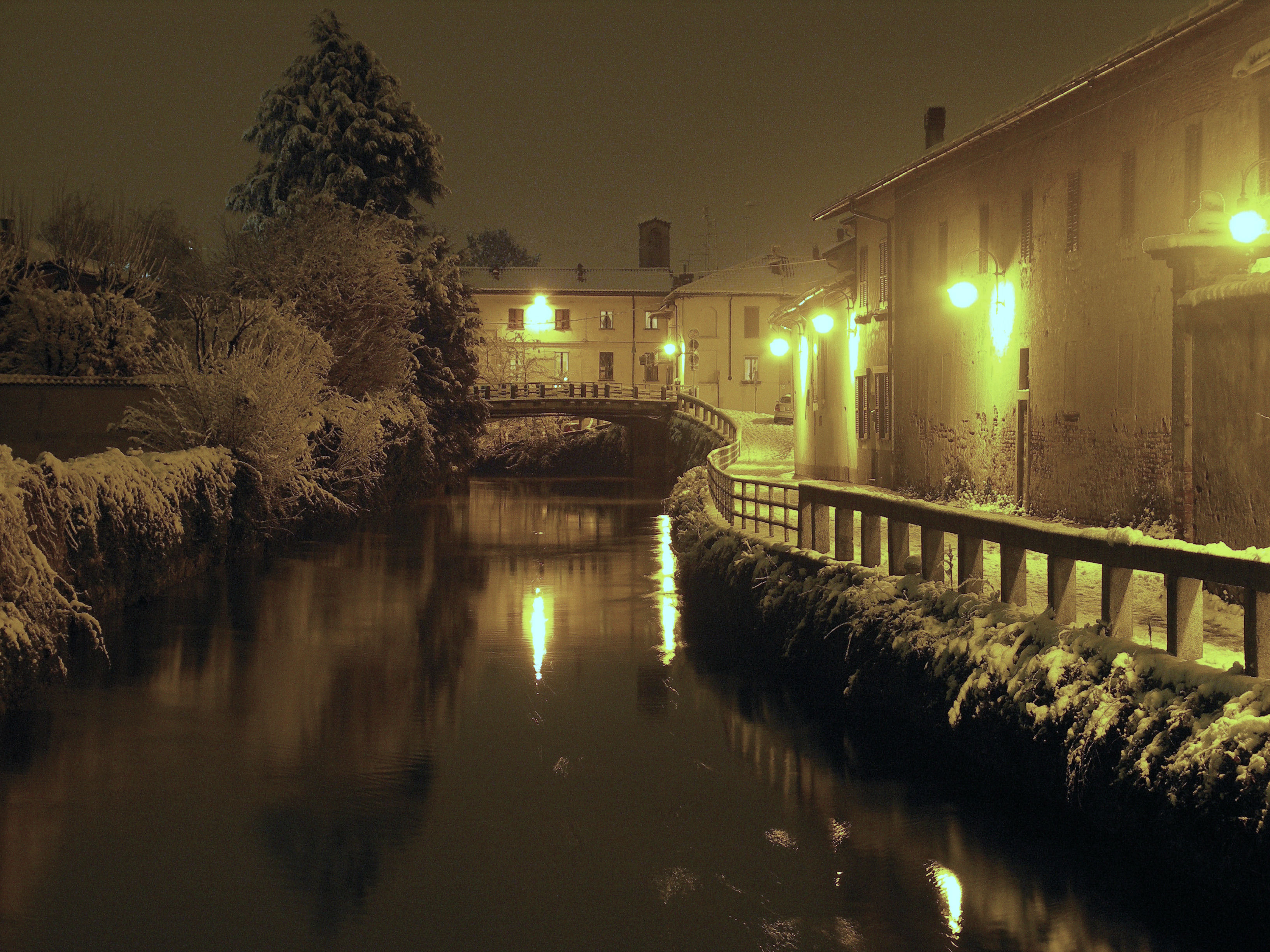
雪の夜のマルテサーナ運河
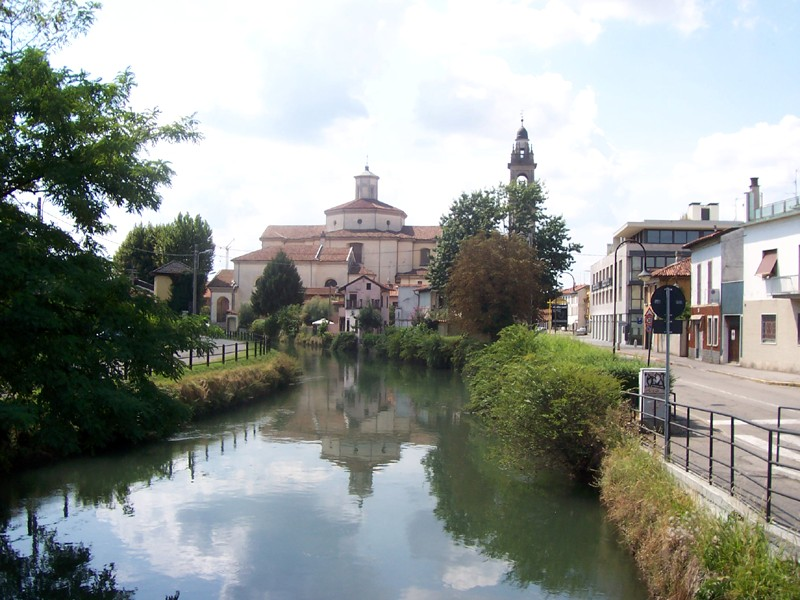
マルテサーナ運河
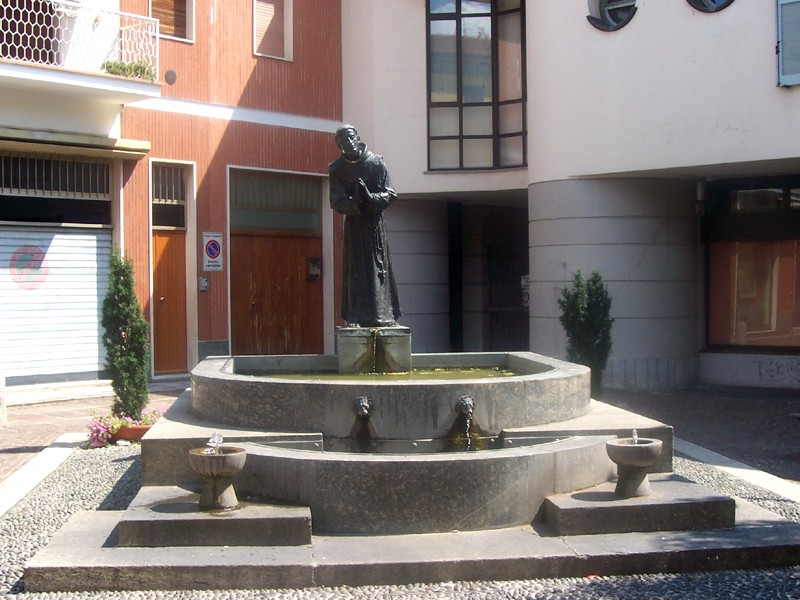
聖フランチェスコ広場
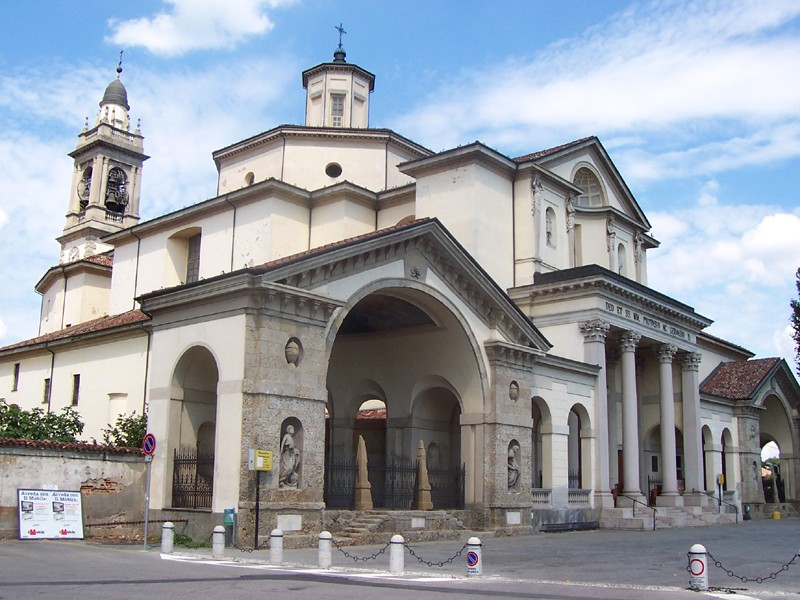
聖ジェルバジオ・プロタジオ教区教会

## ゴルゴンゾーラチーズとの関係

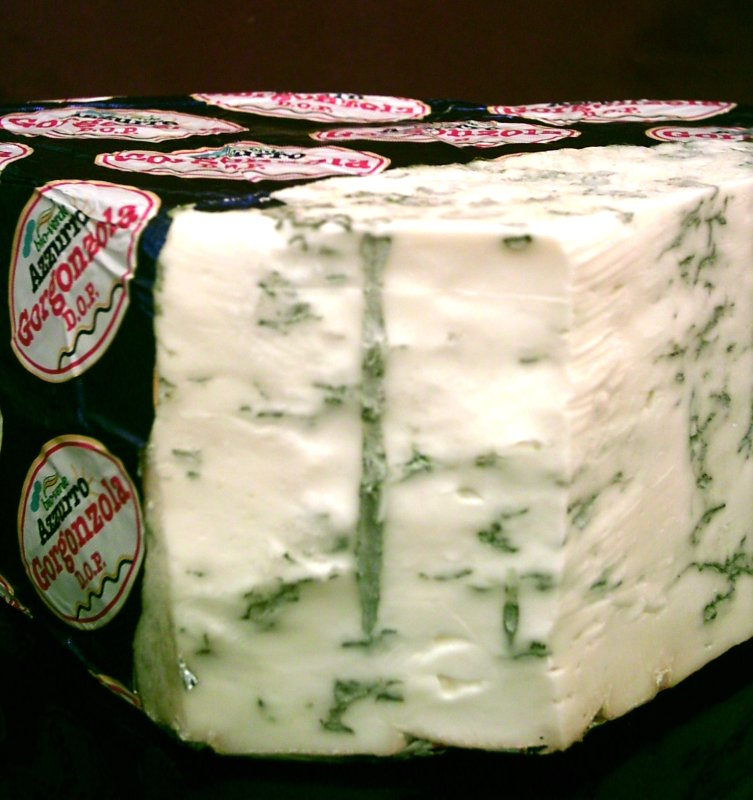
ゴルゴンゾーラチーズ

ゴルゴンゾーラチーズの歴史は中世にさかのぼるが、その誕生を明確に記録したものはなく、いくつかの物語が語られる。次に掲げるのもそうした発祥物語のひとつである。
ミラノ近郊のこの村は、高地で放牧していた牛を平地に下ろす際に休憩地となっていた。牧夫がお礼として提供した牛乳を材料に、村人がチーズを生産して販売するようになり、ゴルゴンゾーラ村はチーズ産地として知られるようになった。あるとき、村のチーズ職人の青年が恋にうつつを抜かして仕事をおろそかにしたことから、偶然このブルーチーズができたのだ、という。
ゴルゴンゾーラの町はフェスティバルを行うなどして、このブルーチーズがこの地で発祥したという名誉を主張している。ただし、このブルーチーズの発祥地論争には、パストゥーロなど他のいくつかの町も名乗りをあげている。
なお、都市化が進んだ今日、この町でゴルゴンゾーラチーズはつくられてはいない。

## 行政

### 分離集落
ゴルゴンゾーラには、以下の分離集落（フラツィオーネ）がある。
- Riva, Cascina Mugnaga, Cascina Vergani, Cascina Nuova, Villa Pompea, Cascina Antonietta

## スポーツ

### サッカー
サッカークラブのASジャナ・エルミニオが本拠を置く。長らくアマチュアリーグで活動してきたチームであるが、2014-15シーズンよりレガ・プロ（現セリエC。プロリーグ3部）に参加した。2017-18シーズンはセリエC（3部リーグ）に属する。

## 人物

### 著名な出身者
- ルカ・カステラッツィ - サッカー選手

## 交通

### 鉄道
- ミラノ地下鉄M2線（緑線）

ヴィッラ・ポンペーア駅 - ゴルゴンゾーラ駅 - カシーナ・アントニエッタ駅

## 姉妹都市
- アンベール （フランス・ピュイ＝ド＝ドーム県）

2003年、姉妹都市協定締結。アンベールはゴルゴンゾーラとほぼ同緯度で、フルム・ダンベール (Fourme d'Ambert) というブルーチーズで知られる。
- アンヴァイラー・アム・トリフェルス（ドイツ・ラインラント＝プファルツ州）

2008年9月、姉妹都市協定締結。